# Handtransplantation
Eine Handtransplantation ist eine Operation zur Übertragung einer oder beider Hände von einem toten auf einen lebenden Menschen. Es handelt sich dabei konkret um eine Composite Tissue Allotransplantation – die Übertragung eines körperfremden Teils, welches aus verschiedenen Geweben zusammengesetzt ist. Der Unterschied zur Armtransplantation besteht darin, dass bei der Armtransplantation der Stumpf des Empfängerarmes über dem Ellenbogen liegt und deshalb mehr Gewebe transplantiert wird. Meist wird solch eine strenge Unterscheidung jedoch nicht vorgenommen.
Eine Besonderheit der Handtransplantation im Vergleich zu anderen Transplantationsformen, wie etwa einer Nierentransplantation, ist, dass sie keine lebenserhaltende Maßnahme darstellt. Ihr primärer Zweck ist es, die verloren gegangene Funktionalität beim Patienten wiederherzustellen. Einerseits kann sie deshalb für Betroffene mit einer traumatisch bedingten Amputation der Hände oder Unterarme eine echte Perspektive bieten. Andererseits steht sie jedoch in der Kritik: Sie macht eine lebenslange Einnahme von Immunsuppressiva (Medikamente, die das Immunsystem unterdrücken und dabei eine Vielzahl von Nebenwirkungen aufweisen) erforderlich, obgleich die Maßnahme nicht von vitaler Notwendigkeit ist. Deswegen wird eine Handtransplantation nur bei wenigen, nach strengen Kriterien ausgewählten Patienten angewandt.

## Geschichte der Handtransplantationen
Bereits um 1900 gelangen dem französischen Chirurg Alexis Carrel erste Verpflanzungen von Gliedmaßen an Hunden. Allerdings stieß er auf massive Probleme mit der Abstoßung des fremden Gewebes und alle Tiere starben. Unterstützt durch die Entwicklung von Immunsuppressiva wurde die erste Transplantation einer menschlichen Hand unter Verwendung von Azathioprin und Steroiden 1964 in Ecuador durchgeführt. Bereits nach zwei Wochen jedoch erfolgte deren Abstoßung, und sie musste wieder abgenommen werden. In den 1980er und 1990er Jahren wurden zwar wirksamere Immunsuppressiva, wie Ciclosporin, entwickelt, jedoch ließen auch diese noch keine Handtransplantation zu. 1997 erschienen Berichte über eine erfolgreich verhinderte Abstoßungsreaktion bei einer Composite Tissue Allograft durch eine kombinierte Therapie aus den Arzneistoffen Tacrolimus, Mycophenolat-Mofetil (MMF) und Prednison.
Diese ebneten schließlich den Weg zur ersten, kurzzeitig erfolgreichen Handtransplantation: Dem Neuseeländer Clint Hallam wurde am 23. September 1998 im französischen Lyon eine neue rechte Hand verpflanzt. Hallam allerdings litt körperlich und seelisch unter seiner neuen Gliedmaße. Er kämpfte mit den Nebenwirkungen der Medikamente und empfand das Transplantat als Fremdkörper. Zudem vernachlässigte er sein Physiotherapieprogramm und verweigerte schließlich auch die Medikamenteneinnahme. Dies führte zu Abstoßungsreaktionen der Hand, die schließlich auf seinen Wunsch am 2. Februar 2001 wieder entfernt wurde.
Die erste Handtransplantation mit anhaltendem Erfolg trotz Einschränkungen der Fingerbeweglichkeit wurde am 24. Januar 1999 von Ärzten der Universität von Louisville in Kooperation mit dem „Kleinert, Kutz and Associates Hand Care Center“ und dem „Jewish Hospital & St. Mary’s HealthCare“ in Louisville (Kentucky) durchgeführt. Der Patient hatte im Alter von 24 Jahren seine Hand bei einem Unfall mit Feuerwerkskörpern verloren. Die Mediziner der Universität von Louisville führten darüber hinaus zwei Jahre später eine erfolgreiche Handtransplantation bei Jerry Fisher durch.
Bereits 1999 waren zwei weitere Handtransplantationen in Guangzhou (China) durchgeführt worden.
Der nächste Schritt war eine Transplantation zweier Hände an einem beidseitig amputierten Mann am 14. Januar 2000 in Lyon durch den französischen Chirurgen Jean-Michel Dubernard, gefolgt von einer weiteren beidseitigen Handtransplantation in Innsbruck unter der Leitung von Raimund Margreiter und Hildegunde Piza-Katzer im März desselben Jahres. Bei dem Empfänger Theo Kelz handelte es sich um einen österreichischen Polizisten, der beide Hände durch eine Rohrbombe verloren hatte. Kelz’ Handverpflanzung dauerte 29 Stunden.
Die weltweit erste beidseitige Armtransplantation gelang am 26. Juli 2008 am Klinikum rechts der Isar in München. Der Empfänger, der damals 54-jährige Karl Merk, hatte 5 Jahre zuvor beide Arme bei einem landwirtschaftlichen Unfall verloren. Unter der Leitung von Christoph Höhnke und Edgar Biemer wurden ihm in einer 15-stündigen Operation zwei neue Arme verpflanzt. Berichten zufolge kommt der Patient bis heute gut mit seinen Transplantaten zurecht (Stand: 2014).
Bis zum Jahr 2014 wurden insgesamt etwa 85 Handtransplantationen durchgeführt. Über aktuelle Daten und Zahlen über die Handtransplantation verfügt die im Mai 2002 gegründete International Registry on Hand and Composite Tissue Transplantation (IRHCTT).

## Patientenauswahl und Untersuchungen

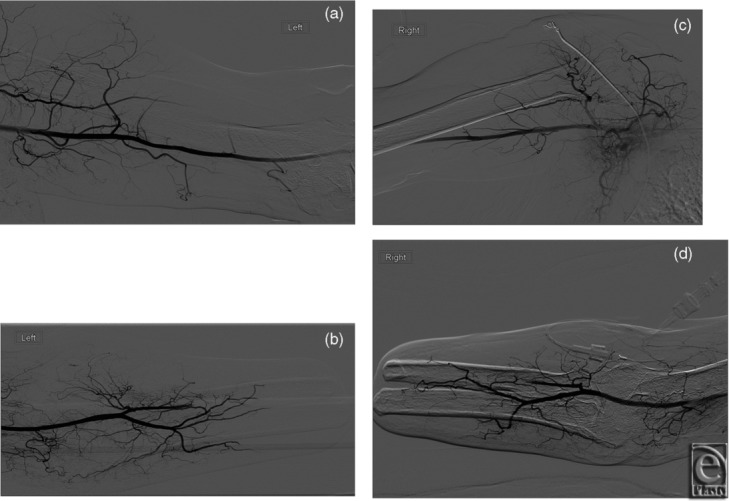
Die hier durchgeführte Angiographie zeigt einen normalen Aufbau der Arteria brachialis, der Arteria radialis und der Arteria ulnaris, der keine Probleme erwarten lässt.

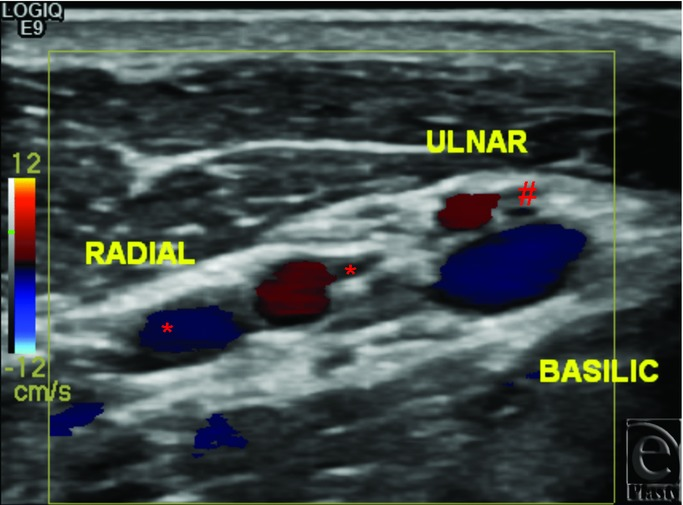
Die Sonographie dient dazu, den Zustand der Blutgefäße zu bestimmen.

Wie bei jeder Operation muss bei der Handtransplantation der potenzielle Nutzen gegen die möglichen Risiken abgewogen werden. Diese sind neben Komplikationen bei der Operation vor allem eine Abstoßungsreaktion und die Nebenwirkungen der Immunsuppression. Um alle Risiken bei einer Transplantation möglichst gering halten zu können, müssen sich mögliche Kandidaten einem strengen Auswahlprozess unterwerfen.
Zunächst einmal überlegen die Ärzte, ob dem Patienten nicht durch konservative Methoden wie eine Prothese geholfen werden kann und ihm so die Risiken einer Operation erspart bleiben. Moderne Prothesen ermöglichen heute sehr gute funktionale Ergebnisse, und können von daher mit der Handtransplantation konkurrieren, wie eine Studie offenbarte, die im Rahmen des jährlichen Treffens der American Association for Handsurgery vorgestellt wurde. So weichen die Ergebnisse in verschiedenen Tests der Gruppe mit einer transplantierten Hand nur um wenige Punkte von der Gruppe mit einer Handprothese ab. Allerdings wurde die Studie mit nur 13 Teilnehmern durchgeführt. Für die Handtransplantation dagegen spricht, dass eine Prothese über keinerlei Tastsinn verfügt – jegliche Empfindungen sind unmöglich, was viele Handgriffe nur unter Sichtkontrolle möglich macht. Es ist einigen Wissenschaftlern zwar gelungen, dieses Problem teilweise zu lösen und ein gewisses Maß an Tastsinn herzustellen, jedoch sind diese Entwicklungen bislang nur experimentell. Für die Prothese sprechen ihre geringeren Kosten. Die meisten der wichtigsten Handgriffe sind auch mit nur einer Hand durchzuführen. Wegen dieser Punkte wäre die Prothese beim Verlust „nur“ einer Hand der Transplantation vorzuziehen. Beim Verlust beider Hände muss dagegen über eine Handtransplantation schon eher nachgedacht werden.
Damit ein möglicher Kandidat überhaupt akzeptiert wird, muss er eine Reihe allgemeiner Kriterien erfüllen, die je nach Klinik, in der eine Handtransplantation angeboten wird, auch abweichen können. Allgemein muss ein Kandidat jedoch krankenversichert, nicht jünger als 18 und nicht älter als 60 oder 65 Jahre alt sein, er muss motiviert und gesund sein und der Verlust der Hand muss traumatisch oder chirurgisch bedingt sein. Der Zeitraum zwischen Amputation und Transplantation kann ebenfalls ein Ausschlusskriterium sein. Ist dieser länger als beispielsweise 15 Jahre, kann der Kandidat ausgeschlossen werden.
Sind diese allgemeinen Kriterien erfüllt, wird die psychologische Eignung untersucht. Die Hand ist ein sichtbares Organ, das die Selbstwahrnehmung eines Menschen entscheidend beeinflussen kann. Der Empfänger muss mit seiner neuen Hand aber leben können und sie als einen Teil von sich annehmen. Vorab nimmt er deswegen an einem intensiven psychologischen Screening und Gesprächen mit einem Psychiater teil.
Für ein gutes funktionelles Ergebnis ist weiterhin ein möglichst langer, zurückgebliebener Armstumpf mit Muskulatur und Sehnen in gutem Zustand und in jedem Fall intakte Nerven bis zum Stumpf entscheidend.
Um dies und weitere Dinge, wie die Venen und/oder Arterien im Arm des Empfängers zu untersuchen, können eine ganze Reihe von Untersuchungen wie etwa die Röntgenaufnahme, die Angiographie, die Doppler-Sonographie, die Phlebographie, oder ein CT durchgeführt werden. Die Ergebnisse dieser Untersuchungen machen die spätere Operation wesentlich besser planbar und können dazu führen, dass eventuelle Probleme schon vorzeitig erkannt werden. Ein solches Problem kann zum Beispiel ein unzureichendes oberflächliches venöses Netzwerk sein, so dass im Zuge der Gefäßchirurgie eine Lösung gefunden werden muss.
Damit ein passender Spender überhaupt ermittelt werden kann, müssen schließlich noch diverse labortechnische Untersuchungen gemacht werden, unter anderem die Bestimmung der Blutgruppe.

## Operation
Die Hand ist ein komplexes Organ mit vielen verschiedenen Strukturen auf engstem Raum. Schon deswegen ist eine Handtransplantation ein nicht einfacher Eingriff, der 8 bis 12 Stunden dauern kann (Zum Vergleich: eine typische Herztransplantation dauert meist 6 bis 8 Stunden). Zudem ist die gleichzeitige Arbeit zweier Teams erforderlich. Eines trennt die Hand vom toten Spender ab, ein weiteres bereitet zeitgleich den Arm des Empfängers vor.
Das hier beschriebene operative Vorgehen bezieht sich nur auf die Transplantation der Hand – nicht auf die des Armes.

### Abtrennung der Spenderhand
Das Vorgehen zur Abtrennung der Hand ist zunächst das gleiche wie bei einer gewöhnlichen Handoperation, das heißt die Hand wird desinfiziert und die Blutzufuhr wird durch eine Manschette unterbrochen. Zudem erfolgt ein Einschnitt etwa in der Region des Ellenbogens, um die Armarterie und die wichtigsten Venen zu identifizieren und dann zu ligieren (abzuschnüren). Ebenfalls identifiziert werden der Nervus radialis, der Nervus medianus und der Nervus ulnaris. Die Muskeln werden daraufhin seziert und mit einem unipolaren Elektrokauter, sowie Elle und Speiche mit einer chirurgischen Säge durchtrennt.
Nach der Abtrennung der Hand kann der Stumpf des Spenders noch weiterbehandelt und gegebenenfalls verbunden werden, damit an der Leiche eine kosmetische Prothese angebracht werden kann und damit stärkerer Blutverlust vermieden wird. Insgesamt dauert dieser Eingriff etwa 15 bis 20 Minuten.
Mit der abgetrennten Hand geschieht noch folgendes: In die Armarterie wird eine Kanüle geschoben, so dass man anschließend eine spezielle, vier Grad kalte Lösung in die Hand einbringen kann, die das zurückgebliebene Blut verdrängt und die Hand eine Zeit lang konserviert. Zuletzt wird die Hand noch in zwei sterile Tücher und drei sterile Beutel verpackt, bevor sie in einer speziellen Transportbox für Organtransporte zum Empfänger gebracht wird. Teilweise findet die Abtrennung aber auch im gleichen Operationssaal statt, wie die spätere Verbindung von Spenderhand mit dem Empfänger.

### Operative Vorbereitung des Empfängers
Die Vorbereitung des Empfängers einer Hand dient dazu, ideale Bedingungen für das spätere Anfügen der Spenderhand an den Empfänger zu schaffen. Diese Vorbereitung findet meistens während der Transplantation statt, es kann aber nötig sein, schon vor der eigentlichen Transplantation einen operativen Eingriff zu diesem Zweck durchzuführen:

#### Operative Vorbereitung vor der Transplantation
Ein operativer, vorbereitender Eingriff vor der Transplantation kann zum Beispiel bei einer Infektion angezeigt sein: Eine Infektion ist wegen der immunsupprimierenden Medikamente eine schwerwiegende Bedrohung für den Erfolg der Transplantation und muss deshalb auch mit den entsprechenden chirurgischen Möglichkeiten, wie Knochenresektion (Entfernung eines Knochenteils) oder Osteoplastie (plastische Operation am Knochen), im Vorfeld bekämpft werden.

#### Operative Vorbereitung während der Transplantation

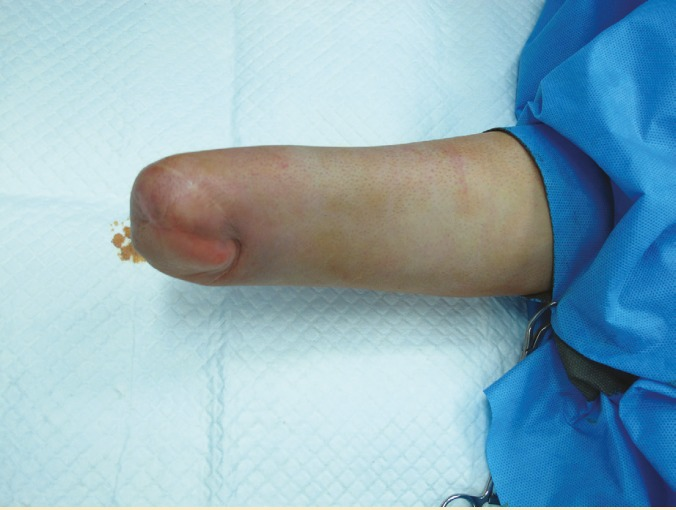
Der Armstumpf eines Empfängers kurz bevor der Hautschnitt durchgeführt wird.

Der Stumpf des Empfängers wird bei der Transplantation vorbereitet, noch während das andere Team die Spenderhand vom Spender abtrennt. Zu Beginn wird das weiche Gewebe des Arms vorbereitet, indem anfangs der Hautschnitt, dann die Vorbereitung der Venen, Arterien, Nerven und Sehnen zuerst auf der Vorderseite und dann auf der Rückseite des Arms durchgeführt werden; zum Schluss folgen Elle und Speiche. Wenn die Operation noch zusätzliches autologes (körpereigenes) Gewebe erfordert, wird dies meist aus den Beinen entnommen, die dann ebenfalls operiert werden müssen. Dann ist noch ein drittes Team erforderlich, das sich dieser Aufgabe annimmt.
Die nachfolgenden Punkte sind (bis auf den Hautschnitt) nicht in chronologischer Reihenfolge, sondern nach den einzelnen Geweben geordnet:
- Der Hautschnitt erfolgt so weit wie möglich distal (d. h. so weit wie möglich am Ende des Arms). Die Hinterseite (dorsale Seite) wird dabei entlang des Verbindungsbogens von der äußeren (lateralen) Seite der Speiche hin zur inneren (medialen) Seite der Elle eingeschnitten. Der Schnitt auf der vorderen (ventralen) Seite des Arms erfolgt in Form eines „V“s, wobei die Spitze proximal (Richtung Ursprung des Arms) liegt und der Winkel zwischen den beiden Schenkeln des „V“s etwa 90 Grad betragen soll. Dabei wird der Schnitt so weit um den Arm herumgeführt, dass die beiden Schenkel des „V“s schließlich auf der Rückseite des Arms mit dem dortigen Schnitt zusammenlaufen. Der so entstehende tropfen-förmige Hautlappen verbleibt zunächst an Ort und Stelle. Anschließend erfolgt von der Spitze des „V“s ausgehend ein weiterer Schnitt, der linear in proximaler Richtung geführt wird, so dass aus der „V-Form“ eine „Y-Form“ wird. Der etwa dreieckige Raum, den man so auf der anterior-medialen (vorne und mittig) Seite des Unterarms erhält, dient der späteren Aufnahme des Spendergewebes.[41]

- Drei bis vier Venen mit einem Durchmesser, der größer als drei Millimeter ist, werden während der Mobilisation der Hautlappen frei präpariert, isoliert und dann mittels Clip verschlossen. Sollten im Unterarm nicht genügend solcher Venen vorhanden sein, müssen sie schon weiter oben (im Bereich des Oberarms, über dem Ellenbogen) gesucht werden. Diese verbindet man dann im Verlauf der Operation mit langen Venen, die dem Spender entnommen wurden und die dann nach weiter unten, zur Hand, geführt werden.[42]

- Was die Arterien angeht, präparieren die Chirurgen die Arteria radialis und die Arteria ulnaris unter Berücksichtigung der begleitenden Venen frei und durchtrennen diese dort, wo sie noch ihrem normalen, gesunden Aufbau entsprechen.[42]

- Die Nerven Nervus medianus und Nervus ulnaris werden unter Verwendung des Operationsmikroskops bis dorthin zurückgekürzt, wo sie unter dem Mikroskop in ihrem Aufbau normal erscheinen.[42]

- Auch die Sehnen müssen identifiziert und markiert werden, damit sie im späteren Verlauf der Operation leicht wieder aufzufinden sind. Dazu können zum Beispiel sterile, beschriftete Plastikstücke verwendet werden. Müssen später die Sehnenenden aneinander genäht werden, kann es auch hier nötig sein, die Sehnen so weit entsprechend zu verkürzen, bis das Sehnenende wieder eine Qualität hat, die für die spätere Prozedur ausreicht. Dabei ist es von Vorteil, wenn nebeneinander liegende Sehnen so verkürzt werden, dass die Sehnenenden nicht auf gleicher „Höhe“ liegen. Das hat den Grund, dass Sehnenenden, die auf verschiedenen „Höhen“ liegen, besser nebeneinanderher gleiten können und damit eine frühere Mobilisation des Patienten möglich ist.[43]

- Knochen: Der optimale Ansatzpunkt für eine Handtransplantation liegt dort, wo für beide Seiten (Spenderhand und Teil des Empfängerarms) die besten Ergebnisse zu erwarten sind und gleichzeitig eine Prothese angebracht werden kann, sollte die Transplantation fehlschlagen. Das und die Tatsache, dass in die Elle und Speiche der Spenderhand jeweils drei Schrauben eingebracht werden müssen, bestimmen darüber, wie stark die Knochen des Empfängers verkürzt werden.[43] Bei der Kürzung und Vorbereitung des Knochens abgetragene Knochenhaut muss sorgfältig aufbewahrt werden, da sie später wieder verwendet werden kann.[44]

### Verbindung der Spenderhand mit dem Empfänger
Die Reihenfolge der einzelnen Schritte zur Verbindung der Spenderhand mit dem Empfänger kann von Zentrum zu Zentrum variieren. Meist werden jedoch zuerst die Knochen verbunden und dann die Blutgefäße.
Seltener kann aber auch vorkommen, dass zuerst die Blutgefäße verbunden werden, bevor die anderen Operationsschritte durchgeführt werden.
Milomir Ninkovic beschreibt im Buch Handtransplantation folgendes Vorgehen:
- Osteosynthese (Verbindung der Knochen)
- erste Anastomose (Verbindung der Blutgefäße)
- Verbindung, bzw. Übertragung der Muskeln und Sehnen
- endgültige Verbindung der Blutgefäße
- Verbindung der Nerven (Nervenscheiden)
- Verschließen der Wunde

#### Osteosynthese

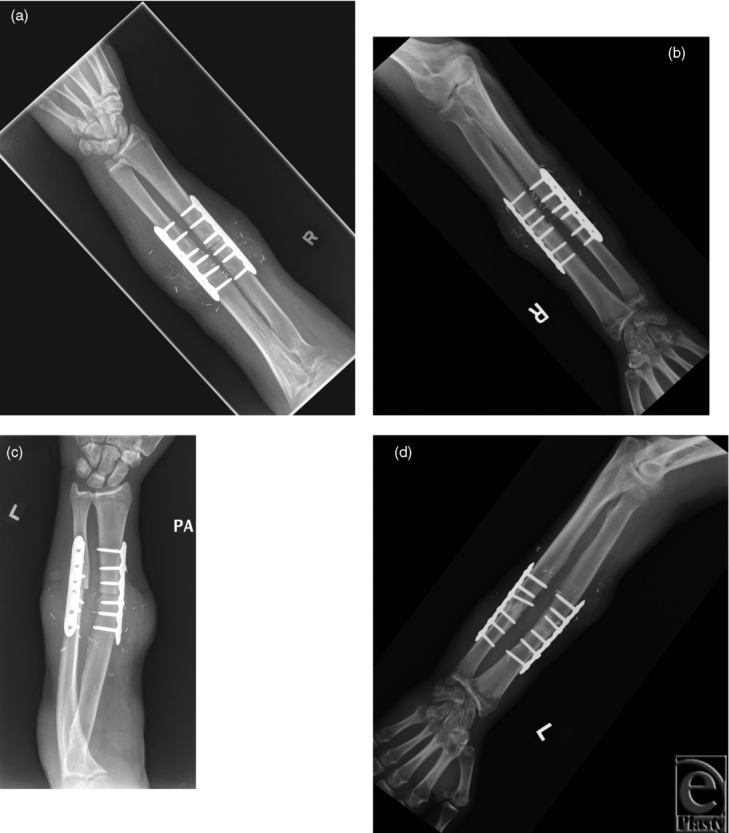
Die Osteosynthese erfolgte bei dieser Transplantation mit zwei Platten und jeweils sechs Schrauben.

Die Knochen müssen sicher verbunden werden, gleichzeitig müssen die Chirurgen aber darauf achten die Gelenke nicht in ihren Bewegungsmöglichkeiten einzuschränken. Wie bei jeder Osteosynthese muss man auf die Länge der Extremität (hier: der Hand), auf die Ausrichtung, die Rotation und auf die Angulierung achten. Zur Verbindung der Knochen verwendet man üblicherweise 3,5-mm LCPs (locking compression plates), wenn die Transplantation im mittleren oder oberen Bereich des Unterarms lokalisiert ist. Wird dagegen eher am unteren (distalen) Ende operiert, können diese LCPs nicht verwendet werden; stattdessen kann man auf andere spezielle Platten zurückgreifen. Nach der eigentlichen Osteosynthese wird die zuvor abgetragene Knochenhaut wieder angebracht, was zu einer deutlichen Verbesserung der Heilung des Knochens führt.

#### Erste Gefäßanastomose
Eine erste Anastomose folgt gleich nach der Verbindung der Knochen, um den Blutfluss möglichst früh wieder in Gang zu setzen. Die Anastomose in diesem Schritt erfolgt entweder bei der Arteria radialis oder der Arteria ulnaris zusammen mit einer oder zwei Venen. Dazu werden die Enden der jeweiligen Gefäße von Spender und Empfänger unter dem Mikroskop präpariert und dann miteinander vernäht. Hierbei gibt es unterschiedliche Herangehensweisen: Die einen Chirurgen bevorzugen es, zuerst die Venen miteinander zu vernähen, weil es einfacher ist, in einem blutleeren Gebiet zu arbeiten. Die anderen verbinden eine Arterie zuerst, damit möglichst schnell frisches Blut in die Hand gelangen kann und weil die wichtigen Venen einfacher lokalisiert werden können, wenn sie durchblutet sind. Die zweite Arterie und ihre begleitenden Venen werden noch nicht verbunden. Nachdem diese erste Anastomose durchgeführt wurde, wird das Eis, das die Spenderhand bis dahin umgab, entfernt. Nach der Verbindung der Blutgefäße wird der Durchfluss kontrolliert, und abgewartet, bis sich wieder eine rosige Färbung einstellt, die für eine gute Durchblutung spricht.

#### Verbindung/Übertragung der Muskeln und Sehnen
Nach der Verbindung der Knochen und wichtiger Blutgefäße, werden die Sehnen zusammengefügt. Das stabilisiert die Hand weiter. Je nachdem in welcher Höhe die Transplantation stattfindet, kommen unterschiedliche Nahttechniken zum Einsatz. Allgemein sollen die Sehnen so sorgfältig wie möglich behandelt und auf unterschiedlichen „Höhen“ vernäht werden, damit sie besser aneinander vorbei gleiten können. Dazu müssen sie eventuell gekürzt werden, soweit das noch nicht geschehen ist. Bei Unfällen mit abgerissenen Gliedmaßen kann auch ein Sehnentransfer angezeigt sein.
Nach Abschluss der Behandlung der Sehnen muss außerdem noch die Balance und Spannung zwischen den Sehnen der Flexoren (Muskeln, die eine Gliedmaße beugen) und denen der Extensoren (Muskeln, die eine Gliedmaße strecken) geprüft werden. Dazu kann einfach passiv der jeweilige Finger bewegt werden, während man die Sehne mit der Hand ertastet. Es sollte leicht möglich sein, den Finger bis zur Handinnenfläche zu beugen. Ebenso sollte es möglich sein, den Finger zu strecken, aber nicht zu überstrecken.

#### Endgültige Verbindung der Blutgefäße
Anschließend können die Chirurgen sich um die übrigen Blutgefäße kümmern. Dabei sind zwei Punkte gleichzeitig zu beachten: Zum einen müssen die Blutgefäße die richtige Spannung aufweisen. Sie dürfen weder abknicken, noch sollen sie unter zu starker Spannung stehen. Deshalb müssen sie – auch die schon während der ersten Anastomose verbundenen Blutgefäße – auf die entsprechende Länge gekürzt werden. Zum anderen darf aber die Blutversorgung nicht unterbrochen werden, was während der Kürzung der Arterien aber zwangsläufig geschehen würde. Dieses Problem wird wie folgt umgangen: Zuerst verbindet man die zweite große Arterie (Arteria radialis oder Arteria ulnaris) und mindestens eine weitere der größeren Venen (zweite Anastomose). Danach kann der Blutfluss in den zuerst verbundenen (erste Anastomose) Gefäßen unterbrochen (z. B. mittels Klemme) und die Kürzung vorgenommen werden. Im Anschluss daran werden die Gefäße erneut verbunden (Re-Anastomose) und der Blutfluss wiederhergestellt. Ist auch das erledigt, verfährt man mit den Blutgefäßen der zweiten Anastomose genauso. Zum Schluss werden noch alle übrigen Venen verbunden. Dabei gilt: Je mehr Venen repariert werden, desto höher ist die Chance einer erfolgreichen Transplantation – mindestens müssen aber insgesamt vier bis sechs Venen, von denen auch einige in den tieferen Schichten liegen, verbunden werden.

#### Verbindung der Nerven
Es werden alle drei großen Nerven des Unterarms (Nervus medianus, Nervus ulnaris und Nervus radialis, bzw. dessen Äste Ramus superficialis und Ramus profundus) identifiziert und präpariert. Anschließend werden sie unter dem Mikroskop mit größter Sorgfalt verbunden. Dazu werden die Nervenenden je nach Technik miteinander vernäht oder aber mit einem speziellen Verbindungsstück verbunden. Die Nerven dürfen nicht unter Spannung stehen.

#### Verschließen der Wunde
Bevor die Operationswunde verschlossen werden kann, muss die Hämostase eingetreten sein. Ist das der Fall, können die Hautlappen zurechtgeschnitten und locker über den Drainagen vernäht werden. Schlussendlich entstehen so vier ineinandergreifende Lappen, die die Wunde zickzackartig verschließen. Oftmals ist aber für einen lockeren, spannungsfreien Verschluss nicht genügend Haut am Unterarm vorhanden, so dass man zusätzlich Haut vom Spender transplantieren muss, um dieses Problem zu lösen. Es werden außerdem blutstillende Einlagen und eine Gipsschiene eingelegt und ein spezieller, implantierbarer Ultraschallkopf zur Doppler-Sonographie eingebracht, um den Blutdurchfluss der Hand genau zu überwachen.

## Komplikationen
Da die Operation komplex ist, können auch einige Komplikationen auftreten: Es kann zum einen sein, dass die Operation länger dauert als ursprünglich geplant, zum anderen aber auch, dass es zur Bildung von Blutgerinnseln kommt, die die Blutzirkulation in der Hand stören, zu einer Infektion, zu Wundheilungsproblemen, Schmerzen, zu einer übermäßig starken Blutung oder zu anderen Komplikationen.

## Postoperatives Vorgehen

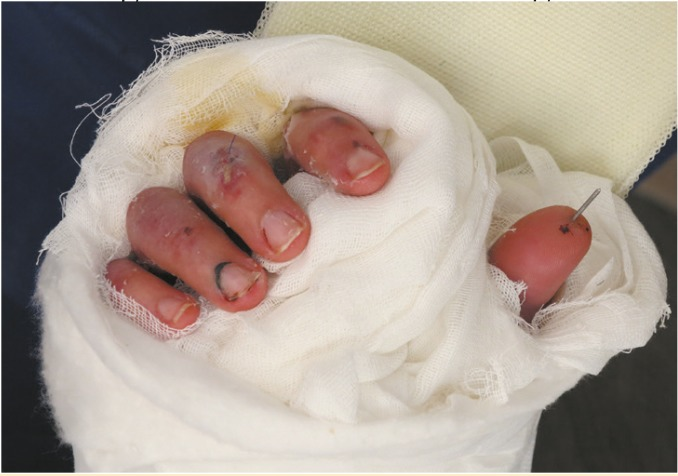
Eine rosige Färbung der Finger und der ganzen Hand spricht für eine gute Durchblutung

Der Patient verbleibt nach der Operation zunächst einige Tage auf der Intensivstation und wird dann auf eine normale Station verlegt, wo er etwa ein bis zwei Wochen bleibt. Diese Zeitspanne ist starken Schwankungen unterworfen, abhängig davon wie gut und schnell sich der Patient erholt und ob und welche Komplikationen auftreten. Während seiner Zeit auf der Intensivstation müssen neben den üblichen biologischen Parametern wie Puls und Atmung vor allem auch der Blutfluss in die neue Hand und deren Temperatur in regelmäßigen Abständen kontrolliert werden. Im weiteren Verlauf des Krankenhausaufenthalts erfolgen ein intensives physiotherapeutisches Programm, elektrische Stimulation der Muskeln und Nerven der neuen Hand, psychologische Betreuung, Kontrollen über eine mögliche Abstoßungsreaktion und die genaue Dosierung der immunsupprimierenden Medikamente. Auch nach ihrer Entlassung müssen die Patienten physiotherapeutische Übungen machen und regelmäßig ins Krankenhaus kommen, um sich auf Abstoßungsreaktionen untersuchen zu lassen. Diese Untersuchungen werden im Laufe der Zeit normalerweise immer weniger – vorausgesetzt es treten keine Probleme auf.

## Immunsuppression
Für eine Handtransplantation werden im Prinzip dieselben Medikamente zur Immunsuppression verwendet wie für herkömmliche Organtransplantationen. Entgegen ursprünglichen Erwartungen ist dazu noch nicht einmal eine höhere Dosis vonnöten. Die Art und Menge der einzelnen Medikamente kann dabei von Klinik zu Klinik, die den Eingriff durchführt, variieren. Üblich sind aber ein Calcineurin-Hemmer, wie Tacrolimus, ein Antimetabolit, wie Mycophenolat-Mofetil (MMF), ein monoklonaler Antikörper, wie Alemtuzumab und ein Glucocorticoid, beispielsweise Methylprednison.
Im ersten Jahr nach der Transplantation machen ca. 85 % der Patienten eine Abstoßungsreaktion durch, welche sich im Normalfall jedoch gut mit einer simplen Erhöhung der Dosis an Immunsuppressiva oder dem zusätzlichen Einsatz von Glucocorticoiden behandeln lässt. Der Vorteil gegenüber einer „normalen“ Organtransplantation liegt dabei darin, dass sich eine Abstoßung bei einer Handtransplantation leicht an einer Verfärbung der Haut, einem Anschwellen der Hand und an Hautbiopsien erkennen lässt.

## Ergebnis – Vorteile und Kritik
Studien an Patienten haben nahegelegt, dass eine Handtransplantation bei richtig ausgewählten Patienten, korrekter chirurgischer Durchführung und gezielter Immunsuppression durchaus sehr gute Ergebnisse liefern kann. So hat sich gezeigt, dass bei Patienten in Europa und den USA die Überlebensrate des Transplantats bei 94 % liegt und dass bei praktisch allen das Schmerzempfinden und bei 90 % der Tastsinn in der neuen Hand hergestellt werden konnte, was einen klaren Vorteil gegenüber Prothesen darstellt. Der Grad der Sensibilität in der neuen Hand bei einer Handtransplantation ist dabei vergleichbar gut oder sogar besser als bei einer autologen Transplantation (dabei wird körpereigenes Gewebe transplantiert). So erlangen 88 % der Patienten ein feineres Unterscheidungsvermögen für Oberflächenstrukturen durch den Tastsinn in der transplantierten Hand, das also über das bloße Wahrnehmen des angefassten Gegenstandes hinausgeht. Beispielsweise wird vom Patienten, der 1999 in den USA operiert wurde, berichtet, dass sein Unterscheidungsvermögen zwischen zwei Berührpunkten mit 5 bis 9 mm ebenso wie das Ergebnis von 69 von maximal 99 Punkten im Correll-Score fast normal sei. Darüber hinaus kann er heiß und kalt sowie raue und weiche Oberflächen unterscheiden. Martin Kumnig gibt zusammen mit anderen Autoren in der Zeitschrift Wiener Klinisches Magazin an, die Funktionalität einer transplantierten Hand entspräche ca. 75 % der einer normalen.
Dieses Empfinden ist aber nicht direkt nach der Operation erreichbar. Beim Abtrennen der Spenderhand vom Spender werden die Nerven durchtrennt, so dass die Axone in der transplantierten Hand absterben. Das hat zur Folge, dass die im Armstumpf zurückgebliebenen Nerven des Empfängers erst wieder in die neue Hand einwachsen müssen. Dies geschieht mit einer Geschwindigkeit von ca. einem Millimeter pro Tag, so dass es je nach Größe des Transplantats mehrere Monate dauern kann, bis sich wieder ein Gefühl einstellt. Nach ca. einem Jahr (bei einer Handtransplantation unterhalb des Ellenbogens) setzen dann das Temperaturempfinden, Druckempfindlichkeit, Schmerzempfinden und das Unterscheidungsvermögen hinsichtlich zweier Punkte ein. Diese Sensibilität verbessert sich in den folgenden Jahren weiter, bis nach etwa fünf Jahren nach der Transplantation keine weitere Verbesserung mehr eintritt. Diese lange Zeit der langsamen Verbesserung auch nachdem die Nerven bereits vollständig in die Hand eingewachsen sind, legt nahe, dass sich auch das Gehirn erst wieder an das neue Körperteil gewöhnen muss: Die Nervenzellen nämlich, die einst für die Hand zuständig waren, übernehmen nach der Amputation neue Aufgaben. Deshalb muss die Hand nach der Transplantation erst wieder reintegriert werden. Bei Untersuchungen des Gehirns der Empfänger mittels MRT hat sich gezeigt, dass die motorische Großhirnrinde in der Lage ist, die neue Hand in das bestehende System einzugliedern und sich zu reorganisieren. Diese kortikale Reintegration kann – quasi als Nebeneffekt – auch dazu führen, dass Phantomschmerzen, die manchmal bei den amputierten Händen auftreten, sich bessern, oder gar ganz verschwinden.
Die Muskelregeneration beginnt mit der Regeneration der Unterarmmuskulatur, was es einigen Patienten ermöglicht, sehr bald nach der Operation Greifbewegungen zu vollführen, und setzt sich mit der Regeneration des Thenars und Hypothenars ungefähr zwischen dem neunten und fünfzehnten Monat nach der Operation fort. Die Regeneration kann durch gezielte elektrische Stimulation verbessert werden. Insgesamt sind die regenerativen Ergebnisse so gut, dass es dem Patienten möglich ist, die meisten alltäglichen Aufgaben zu bewältigen. Das beinhaltet Dinge wie Essen, Schreiben, Zähne-Putzen, Rasieren, Kämmen und Sich-Waschen. Komplexere feinmotorische Bewegungen, wie etwa das Zuknöpfen von Hemden, bereiten den Patienten teilweise Schwierigkeiten, werden teilweise aber auch gut bewältigt. Insgesamt ist die objektive Vergleichbarkeit oder Messbarkeit der Funktionalität jedoch begrenzt – subjektivere Kriterien wie die Patientenzufriedenheit spielen oftmals eine größere Rolle.
Aufgrund der guten Ergebnisse nehmen die meisten Patienten die neue Hand als ihre eigene und als eine deutliche Verbesserung ihrer Lebensqualität wahr. Viele können dadurch außerdem wieder ihrer Arbeit nachgehen.
Trotzdem gibt es auch Kritik an der Handtransplantation: Hauptkritikpunkt dabei ist die lebenslange Immunsuppression, die die Gefahr von Infektionen drastisch erhöht und noch andere Nebenwirkungen, wie Diabetes und Bluthochdruck, aufweist, obwohl eine Handtransplantation keine lebensrettende Maßnahme ist und es mit Prothesen schonendere Alternativen gibt. Durch diese Immunsuppression und durch die Operation mit möglichen Komplikationen ist die Handtransplantation potentiell tödlich: Zwei der Empfänger sind weltweit bislang gestorben.
Außerdem bedeutet eine Handtransplantation eine große psychische Belastung für den Empfänger. Er sieht täglich die Hand eines fremden, toten Spenders an seinem eigenen Körper und kann so leicht eine Identitätsstörung entwickeln. Daher muss die psychische Stabilität eines potenziellen Kandidaten auch größer sein als beispielsweise die eines Kandidaten für eine Herztransplantation.
Daneben stellen sich ethische Fragen darüber, ob die Hand eines Toten für einen Lebenden, der sie nicht zwingend benötigt, akzeptabel ist.

## Kosten einer Handtransplantation
Die Kosten für die Operation an sich werden auf ungefähr 250.000 € geschätzt.
Rechnet man jedoch die geschätzten Kosten, die für eine lebenslange Immunsuppression, die Physiotherapie, mögliche Komplikationen usw. aufgewendet werden müssen, so kostet eine Handtransplantation laut einer amerikanischen Forschungsgruppe insgesamt ungefähr 530.000 Dollar – sowohl für eine einfache als auch für eine beidseitige Handtransplantation. Eine andere Studie hat sogar ca. 760.000 Dollar ermittelt. Beide Studien gehen dabei davon aus, dass der Empfänger mit seiner neuen Hand 40 Jahre lebt (Qualitätskorrigiertes Lebensjahr). Damit liegen Handtransplantationen von ihrer Kosten-Nutzen-Analyse jedoch in beiden Studien weit hinter den herkömmlichen Prothesen zurück. Besonders deutlich wird das bei der Berechnung der sogenannten „incremental cost-utility ratio (ICUR)“ (deutsch etwa: Mehrkosten-Nutzen-Analyse) für die beidseitige Handtransplantation im Vergleich zur Prothese. Der ICUR würde hier etwa 320.000 bis 380.000 $, je nach Studie, pro qualitätskorrigiertem Lebensjahr betragen. Damit liegt das Ergebnis weit über der traditionellerweise anerkannten Grenze von ca. 50.000 $ pro QALY und auch über der durch neuere Studien begründeten Grenze von 100.000 $ pro QALY.

## Umsetzung der Handtransplantation in verschiedenen Ländern

### Deutschland
In Deutschland wurde bislang erst eine einzige Operation dieser Art durchgeführt: Es war die Transplantation zweier Arme am 26. Juli 2008 im Klinikum Rechts der Isar. Eigentlich wäre diese Transplantation sogar verboten gewesen, denn bei einer Handtransplantation handelt es sich um Gewebe und das muss nach aktuellen Bestimmungen erst untersucht werden, bevor es transplantiert werden darf. Dies würde für eine spätere Transplantation aber viel zu lange dauern.

### Österreich
In Österreich hat sich das Krankenhaus in Innsbruck als „Zentrum“ für Handtransplantationen herauskristallisiert. Bislang wurden dort fünf Patienten neue Hände transplantiert; die Erfolgsquote liegt dabei bei 100 %. Die Kosten für eine Operation, die auf ca. 250.000 € geschätzt werden, werden in Österreich nach Einzelfallprüfung von der Krankenkasse übernommen.

### Vereinigte Staaten von Amerika
In den USA gibt es verschiedene Kliniken, die eine Handtransplantation anbieten. Es gibt zum einen den Zusammenschluss des Kentucky One Health Jewish Hospitals, des Christine M. Kleinert Institute for Hand and Microsurgery, des Kleinert Kutz Hand Care Centers und der University of Louisville, die auch die weltweit zweite Handtransplantation mit Matthew Scott als Empfänger durchgeführt haben.
Zum anderen bietet das Johns Hopkins Hospital Handtransplantationen und Gesichtstransplantationen an. Bemerkenswert dabei ist die Studie des Krankenhauses, die die Anzahl an Immunsuppressiva auf nur ein einziges Medikament reduzieren soll.
Die Southern Illinois University School of Medicine bietet zusammen mit dem Memorial Medical Center ebenfalls Handtransplantationen an.

### Großbritannien
In Großbritannien bietet das National Health Service Teaching Hospital in Leeds Handtransplantationen an.

## Sonstiges
In seinem Buch Die vierte Hand erzählt der Autor John Irving die fiktive Geschichte eines Handtransplantat-Empfängers.